# مگان پرسکات
 مگان پرسکات (انگلیسی: Megan Prescott؛ زادهٔ ۴ ژوئن ۱۹۹۱) یک هنرپیشه اهل بریتانیا است.